# Freixial e Juncal do Campo
Freixial e Juncal do Campo (oficialmente: União das Freguesias de Freixial e Juncal do Campo) é uma freguesia portuguesa do município de Castelo Branco, com 40,67 km² de área e 668 habitantes (censo de 2021). A sua densidade populacional é 16,4 hab./km².

## História
Foi constituída em 2013, no âmbito de uma reforma administrativa nacional, pela agregação das antigas freguesias de Freixial do Campo e Juncal do Campo e tem a sede em Freixial do Campo.

## Demografia
A população registada nos censos foi:
| Distribuição da População por Grupos Etários | Distribuição da População por Grupos Etários | Distribuição da População por Grupos Etários | Distribuição da População por Grupos Etários | Distribuição da População por Grupos Etários | Distribuição da População por Grupos Etários |
| -------------------------------------------- | -------------------------------------------- | -------------------------------------------- | -------------------------------------------- | -------------------------------------------- | -------------------------------------------- |
| Antes da agregação                           |                                              |                                              |                                              |                                              |                                              |
| Ano                                          | 0-14 anos                                    | 15-24 anos                                   | 25-64 anos                                   | >= 65 anos                                   | Total                                        |
| 2001                                         | 89                                           | 113                                          | 491                                          | 344                                          | 1037                                         |
| 2011                                         | 50                                           | 55                                           | 404                                          | 314                                          | 823                                          |
| Após a agregação                             |                                              |                                              |                                              |                                              |                                              |
| Ano                                          | 0-14 anos                                    | 15-24 anos                                   | 25-64 anos                                   | >= 65 anos                                   | Total                                        |
| 2021                                         | 38                                           | 34                                           | 271                                          | 325                                          | 668                                          |